# Manol Konomi
Manol Konomi (nevének ejtése manɔl kɔnɔmi; Poliçan, 1912. november 25. – Tirana, 2002. június 3.) albán kommunista politikus, jogász. 1944-től 1951-ig Albánia igazságügy-minisztere, 1947–1948-ban oktatásügyi minisztere volt. 1953-ban párttagságától és funkcióitól megfosztották, a rendszerváltás után 1992 és 1997 között alkotmánybíró volt.

## Életútja
Dél-Albániában született, a Nemërçka-hegység egyik kis falujában, ahol alapiskoláit is elvégezte. 1924-től a joáninai Zoszimaia középiskola diákja volt, de az érettségit már egy korfui francia gimnáziumban tette le 1929-ben. Ezt követően állami ösztöndíjjal Franciaországban tanult tovább, ahol előbb állatorvosnak készült, végül 1934-ben a Toulouse-i Egyetem jogi karán szerezte meg diplomáját.
Hazatérését követően 1936-ig munkanélküli volt, ezért 1936–1937-ben Korçában elvégzett egy katonatiszti tanfolyamot. Itt ismerkedett meg a kommunista eszmékkel, és támogatta a helyi kommunista csoport tevékenységét. Albánia 1939. április 7-ei olasz megszállását követően végül el tudott helyezkedni a szakmájában: 1939 októberéig Korçában, majd 1941 júniusáig Peshkopiában látta el a törvényszék vezető titkári feladatait. Ezután visszatért Korçába, és az ottani törvényszéken folytatott bírói gyakorlatot. Időközben 1942-ben belépett az Albán Kommunista Pártba, 1942 szeptemberében már kommunista küldöttként vett részt az antifasiszta erők részvételével lezajlott pezai konferencián. 1943 márciusában a megszálló olasz hatóságok antifasiszta tevékenység vádjával letartóztatták, és Porto Romanóban tartották fogva. Nem sokkal kiszabadulása után, 1943. december 21-én Konomit kizárták a bírói karból.
1944 májusában Konomi a kommunisták ideiglenes törvényalkotó testülete, a Përmetben megalakított Nemzeti Felszabadítási Antifasiszta Főtanács tagja lett. Ezt követően 1953-ig maradt az albán nemzetgyűlés képviselője, időközben 1948 és 1951 között a kommunista párt központi és politikai bizottságainak munkájában is részt vett. Az 1944. október 23-án felállt, Enver Hoxha vezette első kommunista kormányban Konomi az igazságügy-miniszteri feladatokat kapta meg, és 1951. március 5-éig hat egymást követő kormányban vezette a tárcát. Időközben 1947. május 6-a és 1948. február 5-e között – a jobboldali elhajlással megvádolt Sejfulla Malëshova politikai bukását követően – ideiglenes jelleggel oktatásügyi miniszter is volt. Politikai pályájával párhuzamosan több társadalmi funkciót is betöltött: elnöke volt a Tudományos Intézetnek és az Albán Békebizottságnak, majd az 1949-ben Moszkvában megalapított nemzetközi Világbéke Tanács tagjainak sorába is beválasztották. Miután 1951 márciusában miniszteri megbízatása megszűnt, júniusig az ipari minisztériumban végzett jogászi munkát, majd a Népi Gyűlés elnöki tanácsának jogászaként dolgozott.
1953 augusztusában kizárták a pártból és megfosztották minden funkciójától. Konomi ezt követően ügyvédként dolgozott, majd a rendszerváltást követően 1992 és 1997 között az albán alkotmánybíróság tagja volt. Tiranában halt meg csaknem kilencvenéves korában.
Fia Maksim Konomi (1946–), matematikus, a rendszerváltás után demokrata párti képviselő, 1992 és 1996 között a Tudományos és Műszaki Bizottság elnöke volt.